# ボーイスカウトマカオ連盟
ボーイスカウトマカオ連盟（澳門童軍總會、The Scout Association of Macau、Associação dos Escoteiros de Macau）は、マカオにおけるボーイスカウトの団体である。世界スカウト機構（アジア太平洋地域）においては準加盟となっている。

## 歴史
1991年にマカオでスカウト活動が始まったが、それ以前にもポルトガルのボーイスカウトがマカオには存在していた（当時ポルトガル領であったため）。中国当局は中国本土におけるスカウト活動を認めてはいないため、1999年12月にマカオが中国に返還される際にはその存続が危ぶまれたものの、その活動は認められ現在に至っている。

## 構成員
マカオ連盟の加盟者数は6歳から21歳までで10万人を超えている。年代別に
- カブスカウト：7～11歳
- スカウト：12～15歳
- ローバースカウト：16～20歳

の3つのセクションに分かれている。

## モットー
スカウトのモットーは、中国語で「隨時準備」、ポルトガル語で「Sempre Pronto」。（日本語訳：そなえよつねに）

## ちかい
（中国語）

我謹以至誠宣誓：

　對國家，對澳門，對信仰要負責；

　對別人，要幫助；

　對規律，要遵行。
（ポルトガル語）

Prometo pela minha honra por amar e servir fielmente à minha religião e à minha terra, auxiliar o próximo, obedecer à Lei do Escoteiro.
（日本語訳）

私は名誉にかけて次の実行を誓います：

　国とマカオと自分の宗教に誠を尽くします。

　いつも他の人々を助けます。

　おきてを守ります。